# Grammy Award du meilleur album comique
 (avril 2025).
Le Grammy Award for Best Comedy Album (Grammy Award du meilleur album comique) est une récompense musicale décernée depuis 1959 lors de la cérémonies des Grammy Awards.

## Lauréats
| Année                | Lauréats                               | Œuvre                                                                                      | Nommés |
| -------------------- | -------------------------------------- | ------------------------------------------------------------------------------------------ | --- |
| 1959                 | Ross Bagdasarian Sr.                   | The Chipmunk Song (Christmas Don't Be Late)                                                | - Stan Freberg - The Best of the Stan Freberg Shows - Stan Freberg - Green Christmas - Elaine May et Mike Nichols - Improvisations to Music - Mort Sahl - The Future Lies Ahead                                                                             |
| 1960                 | Homer and Jethro                       | The Battle of Kookamonga                                                                   | - Cliff Arquette - Charlie Weaver Sings for His People - Betty Comden et Adolph Green - A Party with Betty Comden and Adolph Green - Hans Conried et Alice Pearce - Monster Rally - Bernie Green - Musically Mad                                            |
| 1960 (comédie orale) | Shelley Berman                         | Inside Shelley Berman                                                                      | - Lenny Bruce - Sick Humor - Stan Freberg - Stan Freberg with Original Cast - Andy Griffith - Hamlet - Mort Sahl - Look Forward in Anger |
| 1961                 | Jo Stafford et Paul Weston             | Jonathan and Darlene Edwards in Paris                                                      | - Stan Freberg - The Old Payola Roll Blues - Homer and Jethro - Homer and Jethro at the Country Club - Tom Lehrer - An Evening Wasted with Tom Lehrer - David Seville - Alvin for President                                                                 |
| 1961 (comédie orale) | Bob Newhart                            | The Button-Down Mind Strikes Back!                                                         | - Shelley Berman - The Edge of Shelley Berman - Mel Brooks et Carl Reiner - 2,000 Year Old Man - Jonathan Winters - The Wonderful World of Jonathan Winters                                                                                                 |
| 1962                 | Elaine May et Mike Nichols             | An Evening with Mike Nichols and Elaine May                                                | - Bill Dana - Jose Jimenez the Astronaut - Stan Freberg - Stan Freberg Presents the United States of America Volume One: The Early Years - Jonathan Winters - Here's Jonathan                                                                               |
| 1963                 | Vaughn Meader                          | The First Family                                                                           | - Alan Bennett, Peter Cook, Jonathan Miller et Dudley Moore - Beyond the Fringe - Elaine May et Mike Nichols - Nichols and May Examine Doctors - Allan Sherman - My Son, the Folk Singer - Jonathan Winters - Another Day, Another World                    |
| 1964                 | Allan Sherman                          | Hello Muddah, Hello Fadduh (A Letter from Camp)                                            | - Mel Brooks et Carl Reiner - Carl Reiner and Mel Brooks at the Cannes Film Festival - Cassius Clay - I Am the Greatest! - Bill Cosby - Bill Cosby Is a Very Funny Fellow… Right! - Smothers Brothers - Think Ethnic                                        |
| 1965                 | Bill Cosby                             | I Started Out as a Child                                                                   | - Woody Allen - Woody Allen - Godfrey Cambridge - Ready or Not, Here Comes Godfrey Cambridge - Allan Sherman - For Swingin' Livers Only! - Jonathan Winters - Whistle Stopping                                                                              |
| 1966                 | Bill Cosby                             | Why Is There Air?                                                                          | - Bob Brooker et George Foster - You Don't Have to Be Jewish - Godfrey Cambridge - Them Cotton Pickin' Days is Over - Earl Doud et Allen Robin - Welcome to the LBJ Ranch - Smothers Brothers - Mon Always Liked You Best                                   |
| 1967                 | Bill Cosby                             | Wonderfullness                                                                             | - Don Bowman - Funny Way to Make an Album - Archie Campbell - Have a Laugh on Me - Homer and Jethro - Wanted for Murder - Mrs. Miller - Downtown |
| 1968                 | Bill Cosby                             | Revenge (en)                                                                               | - Lenny Bruce - Lenny Bruce in Concert - Archie Campbell - The Cockfight and Other Tall Tales - George Carlin - Take-Offs and Put-Ons - Flip Wilson - Cowboys and Colored People                                                                            |
| 1969                 | Bill Cosby                             | To Russell, My Brother, Whom I Slept With                                                  | - Don Rickles - Hello Dummy! - Dan Rowan et Dick Martin - Rowand and Martin's Laugh-In - Flip Wilson - You Devil You |
| 1970                 | Bill Cosby                             | Sports                                                                                     | - Lenny Bruce - Berkeley Concert - Don Rickles - Don Rickles Speaks! |
| 1971                 | Flip Wilson                            | The Devil Made Me Buy This Dress                                                           | - Bill Cosby - Live: Madison Square Garden Center - David Frye - I Am the President - Homer and Jethro - Daddy Played First Base - Orson Welles - The Begatting of the President                                                                            |
| 1972                 | Lily Tomlin                            | This Is A Recording                                                                        | - Cheech & Chong's The Corsican Brothers - Cheech & Chong - Bill Cosby - When I Was a Kid - Hudson & Landry - Ajax Liquor Store - Flip Wilson - Flip: The Flip Wilson Show                                                                                  |
| 1973                 | George Carlin                          | FM & AM                                                                                    | - Cheech & Chong's The Corsican Brothers - Big Bambu - Carroll O'Connor, Jean Stapleton, Sally Struthers et Rob Reiner - All in the Family - Flip Wilson - Geraldine                                                                                        |
| 1974                 | Cheech & Chong's The Corsican Brothers | Los Cochinos                                                                               | - George Carlin - Occupation: Foole - Bill Cosby - Fat Albert - David Frye - Richard Nixon: A Fantasy - Robert Klein - Child of the 50s - National Lampoon - National Lampoon Lemmings                                                                      |
| 1975                 | Richard Pryor                          | That Nigger's Crazy                                                                        | - Cheech & Chong's The Corsican Brothers - Cheech & Chong's Wedding Album - Robert Klein - Mind Over Matter - National Lampoon - The Missing White House Tapes - David Steinberg - Booga! Booga!                                                            |
| 1976                 | Richard Pryor                          | …Is It Something I Said?                                                                   | - Albert Brooks - A Star is Bought - George Carlin - An Evening with Wally Londo Featuring Bill Slaszo - Monty Python - The Monty Python Matching Tie and Handkerchief - Lily Tomlin - Modern Scream                                                        |
| 1977                 | Richard Pryor                          | Bicentennial Nigger                                                                        | - Cheech & Chong's The Corsican Brothers - Sleeping Beauty - Bill Cosby - Bill Cosby Is Not Himself These Days - National Lampoon - Goodbye Pop 1952-1976 - Redd Foxx - You Gotta Wash Your Ass                                                             |
| 1978                 | Steve Martin                           | Let's Get Small                                                                            | - George Carlin - On the Road - Ernie Kovacs - The Ernie Kovacs Album - Lorne Michaels et Saturday Night Live - Saturday Night Live - Richard Pryor - Are You Serious???                                                                                    |
| 1979                 | Steve Martin                           | A Wild and Crazy Guy                                                                       | - Lily Tomlin - On Stage - Martin Mull - 'Sex and Violins - Richard Pryor - The Wizard of Comedy - The Rutles - The Rutles |
| 1980                 | Robin Williams                         | Reality… What a Concept                                                                    | - The Blues Brothers - Rubber Biscuit - Steve Martin - Comedy Is Not Pretty! - Richard Pryor - Wanted: Live in Concert - Ray Stevens - I Need Your Help, Barry Manilow                                                                                      |
| 1981                 | Rodney Dangerfield                     | No Respect                                                                                 | - Father Guido Sarducci - Live at St. Douglas Convent - Monty Python - Monty Python's Contractual Obligation Album - Richard Pryor - Holy Smoke - Gilda Radner - Live from New York                                                                         |
| 1982                 | Richard Pryor                          | Rev. Du Rite                                                                               | - Mel Brooks - The Inquisition - Alvin et les Chipmunks - Urban Chipmunk - Collectif - Airplane! |
| 1983                 | Richard Pryor                          | Live on the Sunset Strip                                                                   | - George Carlin - A Place for My Stuff - Steve Martin - The Steve Martin Brothers - Bob and Doug McKenzie - The Great White North - Eddie Murphy - Eddie Murphy                                                                                             |
| 1984                 | Eddie Murphy                           | Eddie Murphy: Comedian                                                                     | - Bill Cosby - Bill Cosby: Himself - Monty Python - Monty Python's The Meaning of Life OST - Joan Rivers - What Becomes a Semi-Legend Most? - Robin Williams - Throbbing Python of Love                                                                     |
| 1985                 | Weird Al Yankovic                      | Eat It                                                                                     | - Rodney Dangerfield - Rappin' Rodney - Rick Dees - Hurt Me Baby Make Me Write Bad Checks! - Firesign Theatre - The Three Faces of Al - Richard Pryor - Richard Pryor: Here and Now                                                                         |
| 1986                 | Whoopi Goldberg                        | Whoopi Goldberg (Original Broadway Show Recording)                                         | - Cheech & Chong's The Corsican Brothers - Born in East L.A. - Billy Crystal - You Look Marvelous - Joe Piscopo - Honeymooners Rap - Weird Al Yankovic - Dave to Be Stupid                                                                                  |
| 1987                 | Bill Cosby                             | Those of You with or Without Children, You'll Understand                                   | - George Carlin - Playin' with Your Head - Rodney Dangerfield - Twist and Shout - Bob Elliott et Ray Goulding - Bob and Ray: A Night of Two Stars Recorded Live at Carnegie Hall - Bette Midler - Mud Will Be Flung Tonight - Steven Wright - I Have a Pony |
| 1988                 | Robin Williams                         | A Night at the Met                                                                         | - Bob Elliott et Ray Goulding - The Best of Bob and Ray, Vol. 1 - Jackie Mason - The World According to Me! - Ray Stevens - Would Jesus Wear a Rolex - Weird Al Yankovic - Polka Party!                                                                     |
| 1989                 | Robin Williams                         | Good Morning, Vietnam                                                                      | - George Carlin - What Am I Doing in New Jersey? - Whoopi Goldberg - Fontaine: Why Am I Straight? - Jonathan Winters - Finally Captured - Weird Al Yankovic - Even Worse                                                                                    |
| 1990                 | Peter Schickele                        | P.D.Q. Bach: 1712 Overture and Other Musical Assaults                                      | - Sandra Bernhard - Without You I'm Nothing - Erma Bombeck - Motherhood: The Second Oldest Profession - Andrew Dice Clay - Dice - Sam Kinison - Wild Thing                                                                                                  |
| 1991                 | Peter Schickele                        | P.D.Q. Bach: Oedipus Tex and Other Choral Calamities                                       | - Bob Elliott et Ray Goulding - The Best of Bob and Ray: Selections from a Career, Vol. 4 - Garrison Keillor - More News from Lake Wobegon - Collectif - The Best of Comic Relief '90 - Jonathan Winters - Jonathan Winters into the '90s                   |
| 1992                 | Peter Shickele                         | P.D.Q. Bach: WTWP Classical Talkity-Talk Radio                                             | - Erma Bombeck - When You Look Like Your Passport Photo, It's Time to Go Home - George Carlin - Parental Advisory: Explicit Lyrics - Garrison Keillor - Local Man Moves to the City - Jackie Mason - Brand New                                              |
| 1993                 | Peter Schickele                        | P.D.Q. Bach: Music for and Awful Lost of Winds and Percussion                              | - George Burns - An Evening with George Burns - Rita Rudner - Naked Beneath My Clothes - Jonathan Winters - Jonathan Winters is Terminator 3 - Weird Al Yankovic - Off the Deep End                                                                         |
| 1994                 | George Carlin                          | Jammin' in New York                                                                        | - Erma Bombeck - A Marriage Made in Heaven or Too Tired for an Affair - Al Franken - You're Good Enough, You're Smart Enough, and Doggone It, People Like You! - Garrison Keillor - Lake Wobegon USA - Leslie Nielsen - The Naked Truth                     |
| 1995                 | Sam Kinison                            | Live From Hell                                                                             | - The Jerky Boys - The Jerky Boys 2 - Henry Beard et Christopher Cerf - The Official Politically Correct Dictionary and Handbook - Adam Sandler - They're All Gonna Laugh at You! - Judy Tenuta - Attention Butt Pirates and Lesbetarians                   |
| 1996                 | Jonathan Winters                       | Crank(y) Calls                                                                             | - Jeff Foxworthy - Games Rednecks Play - Don Imus - God's Other Son - Martin Lawrence - Funk It - Judy Tenuta - In Goddess We Trust |
| 1997                 | Al Franken                             | Rush Limbaugh Is a Big Fat Idiot and Other Observations                                    | - Stan Freberg - Stan Freberg Presents the United States of America Vol. 2 (The Middle Years) - Dennis Miller - The Rants - Adam Sandler - What the Hell Happened to Me? - Peter Schickele - The Definitive Biography of P.D.Q. Bach                        |
| 1998                 | Chris Rock                             | Roll with the New                                                                          | - Drew Carey - Dirty Jokes and Beer - Garrison Keillor - Garrison Keillor's Comedy Theater - Bob Newhart - Button Down Concert - Julia Sweeney - God Said "Ha!"                                                                                             |
| 1999                 | Mel Brooks et Carl Reiner              | The 2000 Year Old Man in the Year 2000                                                     | - The Firesign Theatre - Give Me Immortality or Give Me Death - Jeff Foxworthy - Totally Committed - Steve Martin - Pure Drivel - Jerry Seinfeld - I'm Telling You for the Last Time                                                                        |
| 2000                 | Chris Rock                             | Bigger & Blacker                                                                           | - George Carlin - You Are All Diseased - Garrison Keillor - A Prairie Home Companion - 25th Anniversary Collection - Carl Reiner - How Paul Robeson Saved My Life and Other Mostly Happy Stories - Adam Sandler - Stand and Judy's Kid                      |
| 2001                 | George Carlin                          | Brain Droppings                                                                            | - Jeff Foxworthy - Big Funny - Dennis Miller - I Rant, Therefore, I Am - Steve Harvey, Bernie Mac, Cedric the Entertainer, D. L. Hughley - The Original Kings of Comedy - Richard Dreyfuss et Marsha Mason - The Prisoner of Second Avenue                  |
| 2002                 | George Carlin                          | Napalm & Silly Putty                                                                       | - Margaret Cho - I'm the One That I Want - Ray Romano - Live at Carnegie Hall - The Firesign Theatre - Bride of Firesign - Adele Givens, Laura Hayes, Mo'Nique et Sommore - The Queens of Comedy                                                            |
| 2003                 | Robin Williams                         | Robin Williams: Live on Broadway                                                           | - George Carlin - Complaints and Grievances - Jimmy Fallon - The Bathroom Wall - Al Franken - Oh, the Things I Know! - Dennis Miller - The Rant Zone |
| 2004                 | Weird Al Yankovic                      | Poodle Hat                                                                                 | - Margaret Cho - Revolution - David Cross - Shut Up You Fucking Baby! - Garrison Keillor - A Life in Comedy - George Lopez - Team Leader |
| 2005                 | Jon Stewart et The Daily Show          | The Daily Show with Jon Stewart Presents… America: A Citizen's Guide to Democracy Inaction | - Ellen DeGeneres - The Funny Thing Is… - Al Franken - The O'Franken Factor Factor - The Best of the O'Franken Factor - David Sedaris - Live At Carnegie Hall - Triumph the Insult Comic Dog - Come Poop with Me                                            |
| 2006                 | Chris Rock                             | Never Scared                                                                               | - Lewis Black - Luther Burbank Performing Arts Center Blues - Seth MacFarlane et Walter Murphy - Family Guy: Live in Vegas - Rick Moranis - The Agoraphobic Cowboy - Larry the Cable Guy - The Right to Bare Arms                                           |
| 2007                 | Lewis Black                            | The Carnegie Hall Performance                                                              | - George Carlin - Life Is Worth Losing - Bill Engvall, Ron White, Jeff Foxworthy et Larry the Cable Guy - Blue Collar Comedy Tour - One For the Road - Weird Al Yankovic - Straight Outta Lynwood - Ron White - You Can't Fix Stupid                        |
| 2008                 | Flight of the Conchords                | The Distant Future                                                                         | - Harry Shearer - Songs Pointed & Pointless - Lisa Lampanelli - Dirty Girl - George Lopez - America's Mexican - Steven Wright - I Still Have a Pony |
| 2009                 | George Carlin                          | It's Bad for Ya                                                                            | - Lewis Black - Anticipation - Flight of the Conchords - Flight of the Conchords - Kathy Griffin - For Your Consideration - Harry Shearer - Songs of the Bushmen                                                                                            |
| 2010                 | Stephen Colbert                        | A Colbert Christmas: The Greatest Gift of All                                              | - Kathy Griffin - Suckin' It for the Holidays - George Lopez - Tall, Dark & Chicano - Patton Oswalt - My Weakness Is Strong - Spinal Tap - Back from the Dead - Weird Al Yankovic - Internet Leaks                                                          |
| 2011                 | Lewis Black                            | Stark Raving Black                                                                         | - Margaret Cho - Cho Dependent - Flight of the Conchords - I Told You I Was Freaky - Kathy Griffin - Kathy Griffin Does the Bible Belt - Robin Williams - Weapons of Self Destruction                                                                       |
| 2012                 | Louis C.K.                             | Hilarious                                                                                  | - Kathy Griffin - Kathy Griffin: 50 & Not Pregnant - The Lonely Island - Turtleneck & Chain - Patton Oswalt - Finest Hour - Weird Al Yankovic - Alpocalypse                                                                                                 |
| 2013                 | Jimmy Fallon                           | Blow Your Pants Off                                                                        | - Lewis Black - In God We Rust - Jim Gaffigan - Jim Gaffigan: Mr. Universe - Kathy Griffin - Kathy Griffin: Seaman 1st Class - Tenacious D - Rize of the Fenix'                                                                                             |
| 2014                 | Kathy Griffin                          | Calm Down Gurrl                                                                            | - Craig Ferguson - I'm Here to Help - Bob Saget - That's What I'm Talkin' About - Tig Notaro - Live - Ron White - A Little Unprofessional |
| 2015                 | Weird Al Yankovic                      | Mandatory Fun                                                                              | - Louis C.K. - Oh My God - Jim Gaffigan - Obsessed - Patton Oswalt - Tragedy Plus Comedy Equals Time - Sarah Silverman - We Are Miracles |
| 2016                 | Louis C.K.                             | Live at Madison Square Garden                                                              | - Wyatt Cenac - Brooklyn - Craig Ferguson - Just Being Honest - Lisa Lampanelli - Back to the Drawing Board - Jay Mohr - Happy. And A Lot |
| 2017                 | Patton Oswalt                          | Talking for Clapping                                                                       | - Margaret Cho - American Myth - David Cross - …America…Great… - Tig Notaro - Boyish Girl Interrupted - Amy Schumer - Live at the Apollo |
| 2018                 | Dave Chappelle                         | The Age of Spin & Deep in the Heart of Texas                                               | - Jim Gaffigan - Cinco - Kevin Hart - What Now? - Jerry Seinfeld - Jerry Before Seinfeld - Sarah Silverman - A Speck of Dust |
| 2019                 | Dave Chappelle                         | Equanimity & The Bird Revelation                                                           | - Fred Armisen - Standup for Drummers - Jim Gaffigan - Noble Ape - Patton Oswalt - Annihilation - Chris Rock - Tamborine |
| 2020                 | Dave Chappelle                         | Sticks and Stones                                                                          | - Aziz Ansari - Right Now - Ellen DeGeneres - Relatable - Jim Gaffigan - Quality Time - Trevor Noah - Son of Patricia' |
| 2021                 |                                        |                                                                                            | - Bill Burr - Paper Tiger - Jim Gaffigan - The Pale Tourist - Tiffany Haddish - Black Mitzvah - Patton Oswalt - I Love Everything - Jerry Seinfeld - 23 Hours to Kill                                                                                       |

1. ↑  Chaque année est liée à l'article sur la cérémonie annuelle des Grammy Awards tenue cette année.